# Nine Antico
Virginie Antico, meglio nota come Nine Antico (Aubervilliers, 23 settembre 1981), è una fumettista, sceneggiatrice e regista francese.

## Biografia

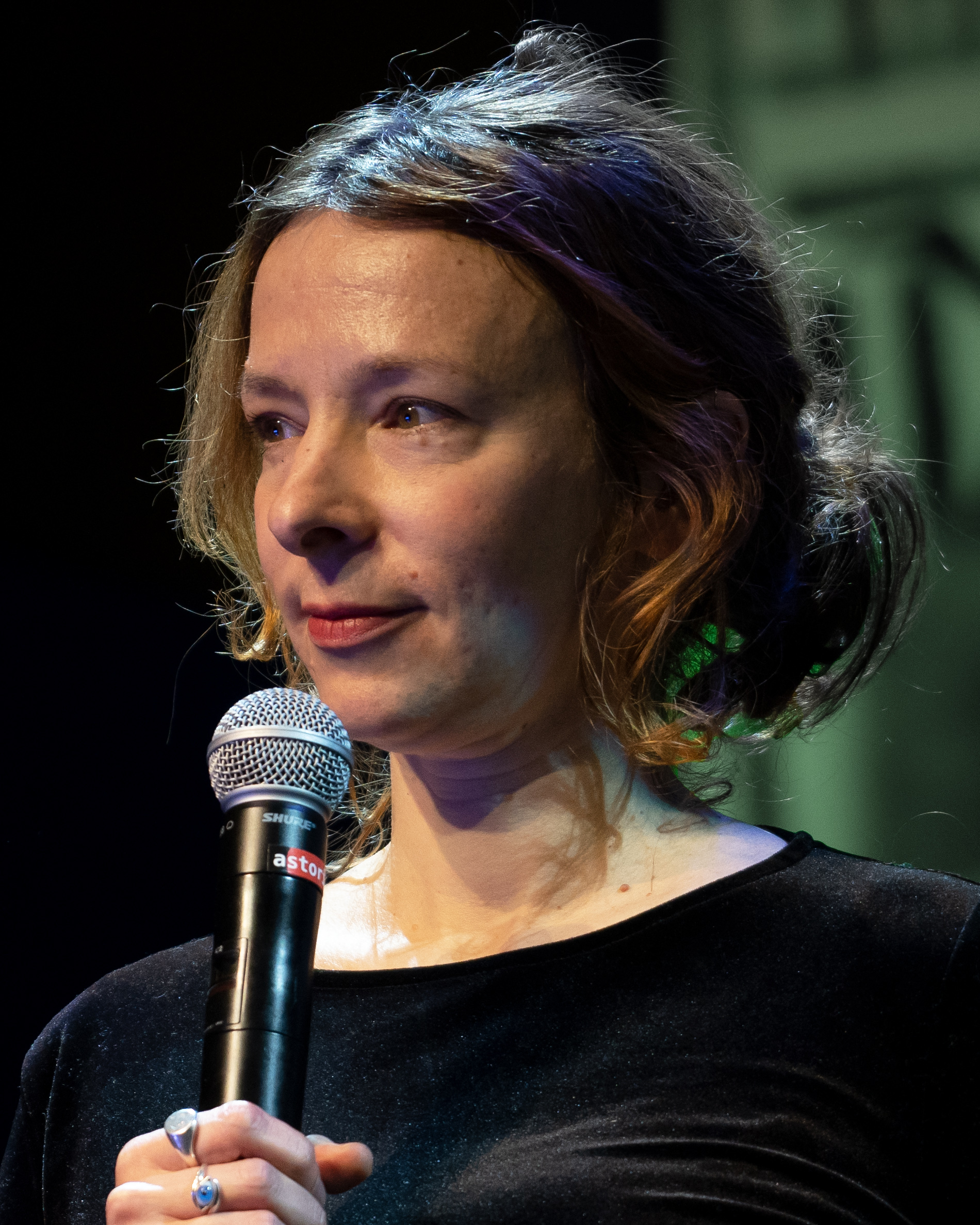
Nine Antico al Festival d'Angoulême nel 2023

Sebbene avesse iniziato a lavorare nel settore audiovisivo e non avesse superato gli esami di ammissione alla scuola d'arte, la passione per la musica e il disegno la portò a diventare un'artista indie rock e a creare la fanzine Rock This Way.
Ha collaborato con le riviste Discobabel, Minimum Rock'n'Roll, Nova Magazine, Trax, Rendez-Vous Magazine, Jhon Magazine, NeverEnding, Double e Muteen. Inoltre ha realizzato illustrazioni per la collezione autunno-inverno di Céline Collard nel 2007 e ha partecipato alle mostre Art's Factory Winter Show nel 2007 e agnès b. Border Line nel 2005.
Nel 2008 pubblicò il suo fumetto d'esordio, Il gusto del paradiso (Le goût du paradis), che ottenne un buon successo e ricevette una nomination per il premio First Album al Festival internazionale del fumetto di Angoulême del 2009. Da allora si sono susseguite varie pubblicazioni di fumetti e graphic novel. Inoltre è stata l'unica autrice ad essere stata ammessa con due fumetti, Coney Island Baby e Girls Don't Cry, alla selezione ufficiale del Festival internazionale del fumetto di Angoulême del 2011.
Nel 2013 ha diretto il cortometraggio Tonite, adattamento cinematografico di uno dei suoi fumetti, Tonight.
Nel 2019 ha curato la sceneggiatura di Il était 2 fois Arthur, fumetto illustrato da Grégoire Carlé e pubblicato nello stesso anno, incentrato sulle vite di Jack Johnson e Arthur Cravan..
Nel 2020 ha diretto il suo primo lungometraggio, Playlist, uscito nelle sale nel 2021. Nel 2021 ha realizzato i disegni dell'eroina Raf per il film Parigi, tutto in una notte (La Fracture) di Catherine Corsini..
Nel 2024 il suo fumetto Madones et Putains è stato ufficialmente selezionato al Festival internazionale del fumetto di Angoulême. Nello stesso anno ha tenuto una mostra personale all'Hôtel Saint-Simon ed ha disegnato uno dei manifesti ufficiali del festival.

## Opere
- Il gusto del paradiso [Le goût du paradis], Ego Comme X, 2008, ISBN 2-910946-66-5.
- Coney Island Baby, L'Association, 2010, ISBN 978-2-84414-393-8.
- Girls Don't Cry, Glénat, 2010, ISBN 978-2-72347-381-1.
- Tonight, collana 1000 Feuilles, Glénat, 2012, ISBN 978-2-7234-8346-9.
- I love Alice, collana BD-Cul, Les Requins Marteaux, 2012, ISBN 978-2-84961-133-3.
- Autel California: Face A - Treat me nice, collana Ciboulette, L'Association, 2014, ISBN 978-2-84414-522-2.
- Autel California: Face B - Blue Moon, collana Ciboulette, L'Association, 2016, ISBN 978-2-84414-630-4.
- America, collana 1000 Feuilles, Glénat, 2017, ISBN 978-2344016992.
- Il était deux fois Arthur, collana Aire libre, illustrazioni di Grégoire Carlé, Dupuis, 2019, ISBN 979-1-03-473127-5.
- Madones et putains, collana Aire libre, Dupuis, 2023, ISBN 979-1-03-475874-6.

## Filmografia
- Tonite (cortometraggio, 2013)
- Playlist (2021)